# Lohner C.I
Le Lohner C.I est un biplan de reconnaissance austro-hongrois de la  Première Guerre mondiale.
En février 1915 tous les types "Lohner C" furent renommés "Lohner B" (voir Lohner B.I à Lohner B.VII).